# Liste deutschsprachiger Lyrikanthologien
Die folgende Liste ist eine Zusammenstellung deutschsprachiger Lyrikanthologien und -sammlungen. Sie erhebt keinen Anspruch auf Vollständigkeit.

## A
- Jürg Amann: Mehr bedarf's nicht. 12 mal beste deutsche Gedichte, Piper Verlag, München 2006, ISBN 3-492-04914-1.
- Heinz Ludwig Arnold: Komm. Zieh dich aus. Lyrik der DDR.

## B
- Martina Backes: Tagelieder des deutschen Mittelalters
- Joachim Bark et al.: Liebesgedichte
- Peter Bekes: Formen der Lyrik; Gedichte des Expressionismus
- Hans Bender: Was sind das für Zeiten
- Günter Berg: Die schönsten Liebesgedichte
- Alexandra Bernhardt: Jahrbuch österreichischer Lyrik; bislang 3 Editionen (seit 2019).
- Johannes Bobrowski: Meine liebsten Gedichte
- Dietrich Bode: Deutsche Gedichte; Fünfzig Gedichte des Barock; Fünfzig Gedichte der Romantik; Italien; Schläft ein Lied in allen Dingen; Siehst du den Mond?
- Klaus Bohnen: Deutsche Gedichte des 18. Jahrhunderts
- Helmut Brackert: Minnesang
- Felix Braun: Der Tausendjährige Rosenstrauch
- Siegfried Braun, Hans Lobentanzer: Deutsche Liebesgedichte
- Sabine Brenner-Wilczek: Warum ist es am Rhein so schön?
- Theo Breuer, NordWestSüdOst. Gedichte von Zeitgenossen
- Hanspeter Brode: Deutsche Lyrik
- Christoph Buchwald (1979–2021); Matthias Kniep (seit 2022): Jahrbuch der Lyrik
- Christoph Buchwald, Klaus Wagenbach: 100 Gedichte aus der DDR
- Gudrun Bull: Gedichte für einen Frühlingstag; Gedichte für einen Herbsttag; Gedichte für einen Wintertag; Ich wollt' ein Sträußlein binden

## C
- Karl Otto Conrady: Gedichte der deutschen Romantik; Das große deutsche Gedichtbuch; Das große deutsche Gedichtbuch (1991); Der Neue Conrady; Der Große Conrady; Lauter Lyrik; In höchsten Höhen

## D
- Sigrid Damm: Die schönsten Liebesgedichte
- Klaus Peter Dencker: Deutsche Unsinnspoesie; Poetische Sprachspiele
- Heinrich Detering: Reclams großes Buch der deutschen Gedichte
- Hugo Dittberner: Kurze Weile
- Hilde Domin: Doppelinterpretationen
- Kurt Drawert: Lagebesprechung
- Jörg Drews: Das Labyrinth ist eröffnet

## E
- Ernst Theodor Echtermeyer: Deutsche Gedichte (1993); Deutsche Gedichte (2005)
- Theo Elm: Kristallisationen. Deutsche Lyrik der achtziger Jahre (1992); Lyrik der neunziger Jahre (2000)
- Wolfgang Emmerich, Susanne Heil: Lyrik des Exils

## F
- Fischer Klassik: Phantastisch zwecklos ist mein Lied; Des Weibes Leib ist ein Gedicht
- Dietrich Fischer-Dieskau: Auf Flügeln des Gesanges
- Christiane Freudenstein: Die schönsten Sonette
- Winfried Freund: Deutsche Balladen
- Harry Fröhlich: Fünfzig erotische Gedichte (ISBN 3-15-018070-8); Gedichte zum Gruseln; Lustige Lyrik
- Wolfgang Frühwald: Gedichte der Romantik

## G
- Wolfgang Gast: Politische Lyrik; Gedichte und Interpretationen hrsg. von Volker Meid et al. (sieben eigenständige Anthologien)
- Peter Geißler: Berlin ist ein Gedicht
- Robert Gernhardt, Klaus Cäsar Zehrer: Hell und Schnell. 555 komische Gedichte aus 5 Jahrhunderten
- Lesebuchausschuss in der GEW Hamburg: Gedichte
- Hiltrud Gnüg: Liebesgedichte der Gegenwart
- Eugen Gomringer: Konkrete Poesie; Visuelle Poesie
- Gunter E. Grimm: Deutsche Balladen; Politische Lyrik
- Wilhelm Große: Gedichte der Romantik

## H
- Peter Härtling: Deutsche Gedichte des 19. Jahrhunderts
- Lutz Hagestedt: Die Lieblingsgedichte der Deutschen
- Ulla Hahn (Hrsg.): Stechäpfel – Gedichte von Frauen aus drei Jahrtausenden, Reclam Verlag, Stuttgart 2000, ISBN 3-15-058841-3.
- Jan Hans, Uwe Herms, Ralf Thenior: Lyrik-Katalog Bundesrepublik
- Walter Hansen: Schaurig-schöne Balladen
- Harald Hartung: Jahrhundertgedächtnis
- Renate Hausner: Owe do tagte ez
- Herbert Heckmann, Michael Krüger: Kommt Kinder, wischt die Augen aus
- André Heller: Liebesgedichte an Frauen
- Otto Heuschele: Blumen und Schmetterlinge
- Otto Holzapfel: Das große Volksballadenbuch (2000; 2008)
- Christine Hummel: Der weiße Nebel wunderbar

## I
- Dirk Ippen: Jeder Atemzug für dich

## J
- Steffen Jacobs: Die liebenden Deutschen
- Peter Jentzsch: Gedichte des Barock

## K
- Ingrid Kasten: Deutsche Lyrik des frühen und hohen Mittelalters
- Michaela Kenklies: Gedichte für Liebende
- Walther Killy: Deutsche Lyrik von den Anfängen bis zur Gegenwart (zehn eigenständige Anthologien)
- Hartmut Kircher: Deutsche Sonette
- Wulf Kirsten: »Beständig ist das leicht Verletzliche«. Gedichte in deutscher Sprache von Nietzsche bis Celan. Ammann Verlag, Zürich 2010, ISBN 978-3-250-10535-0.
- Eckart Kleßmann: Die vier Jahreszeiten
- Heinz-Jürgen Kliewer: Fünfzig Kindergedichte
- Thomas Kopfermann: Lyrik der Nachkriegszeit 1945–1960
- Stephan Koranyi: Weihnachtsgedichte
- Karl Krolow: Deutsche Gedichte
- Axel Kutsch: Versnetze. Deutschsprachige Lyrik der Gegenwart; bislang 15 Editionen (2008–2022).

## L
- Hartmut Laufhütte: Deutsche Balladen
- Anton G. Leitner: Die Arche der Poesie; Feuer, Wasser, Luft & Erde; Der Garten der Poesie; Gedichte für Nachtmenschen; Kinder, Kinder!; Ein Nilpferd schlummerte im Sand; Ein Poet will Dein sein; Relax; Smile; Wörter kommen zu Wort
- Jörg Löffler, Stefan Willer: Geistliche Lyrik

## M
- Ulrich Maché, Volker Meid: Gedichte des Barock
- Lukas Moritz: Deutsche Gedichte
- Hugo Moser, Helmut Tervooren: Des Minnesangs Frühling
- Ulrich Müller: Deutsche Gedichte des Mittelalters

## N
- Constanze Neumann: Und voll mit wilden Rosen
- Natias Neutert: Was ist und was sein soll. Gedichte; Lyrik-Katalog Bundesrepublik.  Gedichte, Biographien, Statements. Hrsg. von  Jan Hans, Uwe Herms, Ralf Thenior. Sammlung Moderne Literatur.
- Heike Ochs: Liebesgedichte von Frauen

## P
- Kurt Pinthus: Menschheitsdämmerung
- Hermann Peter Piwitt, Susann Henschel: Des Wassers Überfluss
- Evelyne Polt-Heinzl, Christine Schmidjell: Alle Vögel sind schon da!; Es ist gewiss, du bist nicht Ich; Frühlingsgedichte; Fünfzig Balladen; Grüne Gedichte; Herbstgedichte; Liebesgedichte aus aller Welt; Poesie der Lebensalter; Rote Gedichte; Sommergedichte; Wein; Wintergedichte
- Evelyne Polt-Heinzl, Christine Schmidjell: Die Poesie der Jahreszeiten , Philipp Reclam jun., Stuttgart  2003, ISBN 978-3-15-010535-1

## R
- Marcel Reich-Ranicki: 1000 Deutsche Gedichte und ihre Interpretationen; 1400 Deutsche Gedichte und ihre Interpretationen; Frankfurter Anthologie, Hundert Gedichte werden vorgestellt
- Ludwig Reiners: Der Ewige Brunnen (1955, zahlreiche Neuauflagen, Neubearbeitung 2005)
- Ursula Remmers, Ursula Warmbold: ABC und Tintenklecks; Allerlei Getier
- Heinz Rölleke: Das große Buch der Volkslieder

## S
- Gabriele Sander: Blaue Gedichte; Herz-Gedichte; In die Augen geschaut
- Gudrun Schury: So hält mich die Sehnsucht
- Wulf Segebrecht: Das deutsche Gedicht (2005); Deutsche Balladen. Gedichte, die dramatische Geschichten erzählen (2012)
- Wolfgang Sellin, Manfred Wolter: Zwiebelmarkt. Komisches und Satirisches aus drei Jahrzehnten (1978)
- Andreas Siekmann: Motivgleiche Gedichte
- Hans-Joachim Simm: Deutsche Gedichte (2000); Deutsche Gedichte (2009)
- Michael Speier: Berlin, mit deinen frechen Feuern
- Hans Ulrich Staiger: Lyrik des Barock
- Manfred Stange: Deutsche Lyrik des Mittelalters

## T
- Hans-Ulrich Treichel: Neue Liebesgedichte

## V
- Hartmut Vollmer: Der Wald

## W
- Hans Wagener: Deutsche Liebeslyrik; Es schlug mein Herz; Du bist mein Wunsch und mein Gedanke
- Waltraud Wende: Großstadtlyrik
- Andrea Wüstner: Engel; In blauer Luft; Das Meer; Die Sonne
- Heinke Wunderlich: Blumen auf den Weg gestreut; Das Leben ist doch schön!; Diese Rose pflück ich dir

## Z
- Ursula Zakis: Wenn die weißen Riesenhasen abends übern Rasen rasen.